# Mラジ
『Mラジ』（エムラジ）は、2004年10月4日から2006年3月30日までエフエム山陰 (V-air) で放送されていたラジオ番組である。
平日夕方のワイド番組で、前番組『V-air EVENING Radio Show PLEASURE×PLEASURE』と同様に週4日間の帯で放送。この時間帯に仕事をしながら聴いている、あるいは自動車に乗りながら聴いている人々に向けての音楽と情報の発信をコンセプトにしていた。
当初は『V-air EVENING Live THE MUSIC RADIO!!』（ブイエアー・イブニング・ライブ ザ・ミュージック・レディオ）と題して放送されていたが、2005年7月にそれまで番組の通称として使われていた『Mラジ』が正式名称になった。また、それまでは『PLEASURE×PLEASURE』と同じく月曜 - 木曜 17:15 - 19:55（日本標準時）に放送されていたが、改題とともに18:55までの放送に縮小した。
番組の終了後、番組中期の出演者である今岡弘義と末期の出演者である稲田茂がパーソナリティを務める『evening Navigator e-Na』がスタートした。

## パーソナリティ
藤井と道脇はエフエム山陰DJオーディションの合格者。それ以外のメンバーはすべてエフエム山陰のアナウンサー（後に離職した人物も含む）。
- 藤井良一 - 月曜・火曜担当[2][3]（2004年10月 - 2005年6月[4]）
- 道脇由佳 - 水曜・木曜担当[5][6]（2004年10月 - 2005年3月）
- 今岡弘義 - 水曜・木曜担当[7]（2005年4月 - 6月）、月曜 - 水曜担当[8]（2005年7月 - 9月）
- 南さやか - 木曜担当[8]（2005年7月 - 9月）
- 稲田茂 - 月曜 - 木曜担当（2005年10月 - 2006年3月）

## タイムテーブル
『Mラジ』への改題前と改題後のデータを記載。
- 17:35 トラフィックリポート
- 17:40 Mラジ TODAY'S MUSIC NEWS
- 17:45 ウェザーリポート
- 18:21 Mラジ BEST HIT 80's
- 18:55 ニュース（提供：山陰中央新報社） - 『Mラジ』への改題とともに番組から独立し、以後は2007年9月まで単独番組として放送。